# Мпетши Перрикар, Джованни
Джованни Мпетши Перрикар (фр. Giovanni Mpetshi Perricard, род. 8 июля 2003, Лион) — французский теннисист. Победитель двух турниров ATP в одиночном разряде. Обладатель одной из самых мощных подач в современном теннисе.
Победитель одного юниорского турнира Большого шлема в парном разряде (Открытый чемпионат Франции-2021).

## Спортивная карьера
Двухметровый Мпетши обладает очень мощной подачей, поэтому предпочитает играть на быстрых кортах. Мпетши Перрикар выиграл свой первый титул серии «челленджер». в одиночном разряде на Открытом чемпионате Леона 2023 года, победив в финале Хуана Пабло Фиковича.
Джованни получил уайлд-кард на Открытый чемпионат Франции 2023 года и дебютировал на турнирах Большого шлема. В первом раунде проиграл дебютанту турнира Дженаро Альберто Оливьери.
В июне Мпетши Перрикар дебютировал в ATP-туре на Открытом чемпионате Росмалена, проиграв в первом раунде Джордану Томпсону.

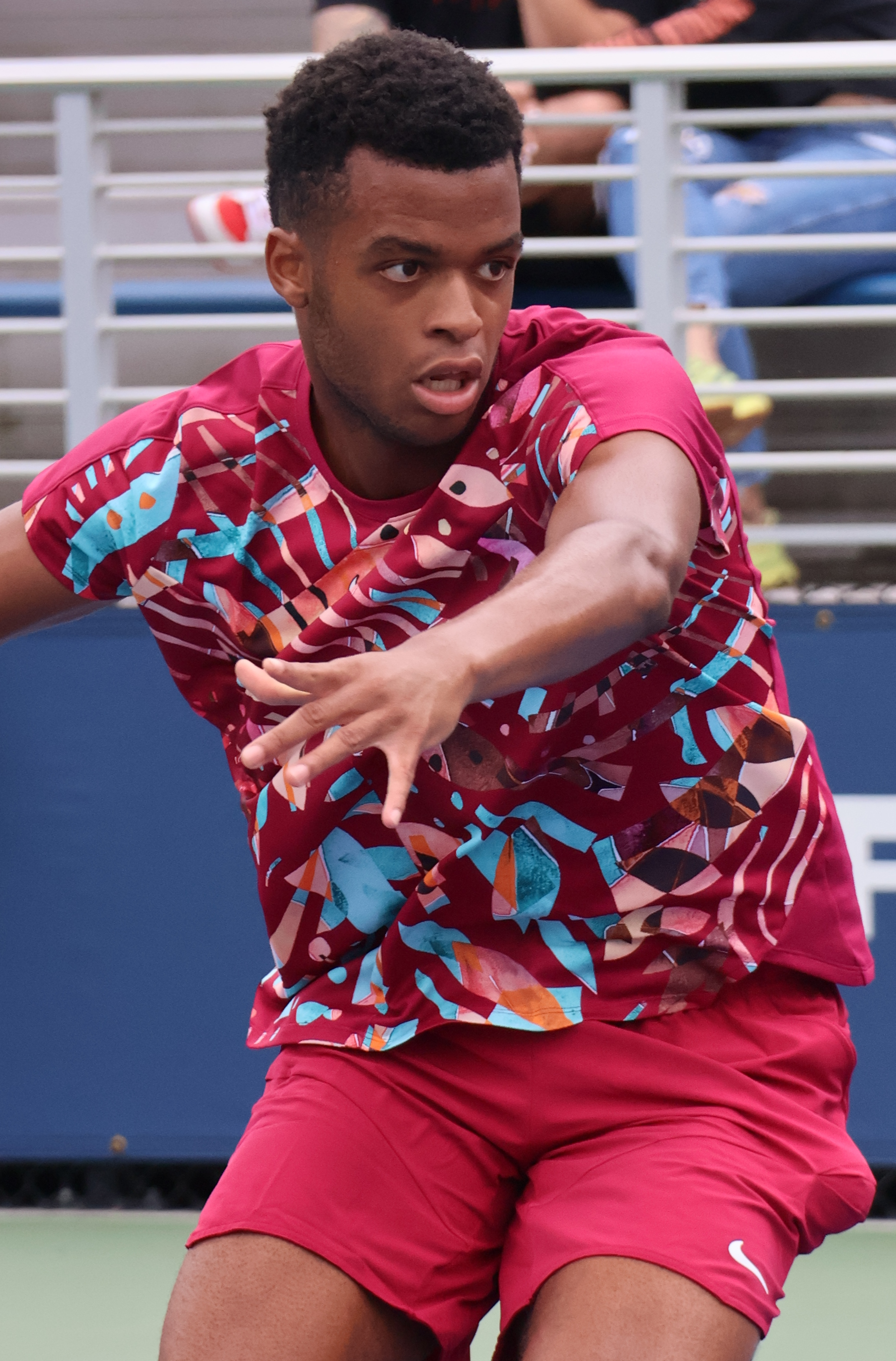
2023 год

В октябре 2023 года Мпетши Перрикар выиграл свои первые два матча в основном туре на турнире в Антверпене и вышел в свой первый четвертьфинал. По ходу турнира он одержал победы над шестым сеяным Роберто Карбальесом Баэной и Давидом Гоффеном. В четвертьфинале уступил Александру Бублику.
В январе 2024 года Мпетчи Перрикар впервые принял участие в квалификации Открытого чемпионата Австралии, но проиграл в финальном раунде соотечественнику Юго Гренье.
В мае 2024 года на турнире ATP в Лионе француз неожиданно выиграл свой первый турнир ATP, одержав победы над Лоренцо Сонего, Ёсихито Нисиокой, участником квалификации и соотечественником Юго Гастоном, а также вторым сеяным Александром Бубликом. Он стал финалистом с самым низким рейтингом в истории этого турнира. В финале ему противостоял аргентинец Томас Мартин Этчеверри, которого он победил в трёх сетах.
В мае 2024 года, на Открытом чемпионате Франции по теннису, Джованни получил уайлд-кард в основную сетку турнира. В первом раунде он уступил в пяти сетах Давиду Гоффену.
Летом, перейдя на траву, Перрикар принял участие на турнире в Лондоне, где в первом раунде одолел другого обладателя мощной подачи, 14-ю ракетку мира Бена Шелтона, но во втором уступил британцу Билли Харрису. На Уимблдонском турнире 2024 года проиграл в решающем раунде квалификации Максиму Жанвье в 4 сетах. Мпетши Перрикар получил пропуск в основную сетку как лаки-лузер. В первом круге Мпетши Перрикар обыграл в пяти сетах 20-го сеянного Себастьяна Корду, в матче, где было сыграно 4 тай-брейка. Это была первая победа 20-летнего Мпетши Перрикара в основной сетке на турнирах Большого шлема. Во втором круге Мпетши Перрикар обыграл Ёсихито Нисиоку в трёх сетах, а затем победил Эмиля Руусувуори в 4 сетах. В четвертом раунде он уступил будущему полуфиналисту, итальянцу Лоренцо Музетти в четырех партиях.
После Уимблдона на турнирах на харде выступал неудачно. На Открытом чемпионате США в первом круге проиграл 33-й ракетке мира Томасу Этчеверри в трёх сетах. После Открытого чемпионата США сыграл 4 турнира, на которых только раз сумел дойти до второго круга. Таким образом, после Уимблдона выиграл только 2 матча из 10 проведённых. Однако в октябре в Базеле на турнире ATP 500 на харде в зале Мпетши Перрикар сумел прервать эту серию достаточно неожиданно сумел взять титул. По ходу турнира он обыграл трёх игроков топ-25, включая Бена Шелтона в финале — 6-4, 7-6(4). За весь турнир Мпетши Перрикар сделал 109 эйсов (не менее 17 в каждом матче) и ни разу не отдал свою подачу за 60 геймов, отыграв 3 брейкпойнта. Средняя скорость первой подачи в Базеле у Мпетши Перрикара составила 221 км/ч, а второй — 213 км/ч. Благодаря победе в Базеле поднялся на высшее в карьере 31-е место в рейтинге.

## Рейтинг на конец года
| Год  | Одиночный рейтинг | Парный рейтинг |
| 2024 | 31                | 364            |
| 2023 | 205               | 1106           |
| 2022 | 370               | 726            |
| 2021 | 597               | 662            |
| 2020 | 1411              |                |
| 2019 | 1497              |                |

## Выступления на турнирах

### Финалы турнировATPв одиночном разряде (2)

#### Победы (2)
| Легенда                     |
| --------------------------- |
| Турниры Большого шлема (0)* |
| Итоговый турнир ATP (0)     |
| Мастерс (0)                 |
| АТР 500 (1)                 |
| АТР 250 (1)                 |

| Титулы по покрытиям | Титулы по месту проведения матчей турнира |
| ------------------- | ----------------------------------------- |
| Хард (1)            | Зал (1)                                   |
| Грунт (1)           | Зал (1)                                   |
| Трава (0)           | Открытый воздух (1)                       |
| Ковёр (0)           | Открытый воздух (1)                       |

* количество побед в одиночном разряде.
| №  | Дата            | Турнир            | Покрытие   | Соперник в финале      | Счёт           |
| 1. | 25 мая 2024     | Лион, Франция     | Грунт      | Томас Мартин Этчеверри | 6-4 1-6 7-6(7) |
| 2. | 27 октября 2024 | Базель, Швейцария | Хард (зал) | Бен Шелтон             | 6-4 7-6(4)     |